# 武田弘光
武田 弘光（たけだ ひろみつ、5月27日 - ）は、日本の漫画家。男性。成人向け漫画雑誌で活動する。

## 来歴
主にコアマガジン発行の『コミックメガストア』にて作品を発表。作風としては純愛と並行し寝取られモノを得意とする。
高校時代に自作のホームページにCGを載せていたところ、イトセキミナトに認められて「ティングアベル」（後のブランド「HOOK」の前身）に参加。そのまま「HOOK」ブランドの一員となるが、HOOKにおいて不満が募り出社はほぼしなくなる。そして、仕事のウェイトを同人や受注の仕事を中心にするようになる。
同社所属の山根呂兵に説得されて『OrangePocket』の製作だけには携わるが、その後HOOKを退社。代わって富士見書房などの仕事を中心に行うようになり、さらには2007年からは現在一般作として富士見書房発行の『月刊ドラゴンエイジ』にて『マケン姫っ!』を連載を開始して今に至る。

近年は寝取られモノに重きを置いた活動をしている。

## 作品リスト

### 一般向け

#### 単行本
- 『マケン姫っ!』 （2007年～2020年、富士見書房、全24巻）

#### その他
- 『RAIL WARS!』 （第六話エンドカード、2014年）

### 成年向け

#### 単行本
※カッコ内は初出雑誌
1. 『ツンデロ』 2008年12月19日発行（同日発売[4]）、コアマガジン〈メガストアコミックス200〉、ISBN 978-4-86-252527-7
  - 「キュ～っと♡さきゅばす」（コミックメガストア 2008年8月号）
  - 「あい♡すくれーぱー」（コミックメガストアH 2008年5月号）
  - 「Doppler Lesson」（コミックメガストア 2008年10月号）
  - 「アネコン」（コミックメガストアH 2008年3月号）
  - 「ムネ☆ヒメ」（コミックメガストアH 2007年11月号）
  - 「ツンデロ ─彼女はツンツン＋デレ＋エロ─」（コミックメガストアH 2007年6月号）
  - 「僕の生徒で新妻で」（コミックメガストアH 2007年7月号）
  - 「レイカ式赤点克服術」（コミックメガストアH 2007年10月号）
  - 「会長のブカツドウ」（コミックメガストアH 2006年12月号）
  - 「ツンデロ2」（書き下ろし）
2. 『いま♡りあ』[5] 2014年12月27日発行（2014年12月26日発売[6]）、ワニマガジン社〈ワニマガジンコミックススペシャル〉、ISBN 978-4-86269-349-5
  - 「いま♡りあ」（コミックメガストア 2010年6月号）
  - 「いま♡りあ AE (Another Episode)」（コミックメガストア 2010年12月号）
  - 「いま♡りあ IV (Image Video)」（コミックゼロス#01 2012年11月号）
  - 「いま♡りあ AV (Adult Video)」（コミックゼロス#05 2013年05月号）
  - 「蕾ヒラクハ紅ノ花」（コミックメガストア 2010年2月号）
  - 「オシエアイ」（コミックメガストア 2009年4月号）
  - 「いま♡りあ ファン感謝デー」（書き下ろし）
3. 『シスターブリーダー』[7] 2016年5月30日発行（2016年4月28日発売[8]）、ワニマガジン社〈ワニマガジンコミックススペシャル〉、ISBN 978-4-86269-422-5
  - 「シスターブリーダー ～大宮家(姉)の悩み事～」（コミックゼロス#14 2014年02月号）
  - 「シスターブリーダー ～大宮家(妹)の秘め事～」（コミックゼロス#20 2014年08月号）
  - 「あい♡すくれーぱー つー」（コミックメガストア 2009年2月号）
  - 「Paddy Bird」（コミックホットミルク 2009年10月号）
  - 「アクマで彼女はボクの天使」（コミックゼロス#11 2013年11月号）
  - 「絶対！絶対!!お嬢様♡」（コミックメガストア 2009年9月号）
  - 「3M彼女」（コミックメガストア 2009年6月号）
  - 「ご奉仕♡ナース道」（COMIC快楽天ビースト 2007年2月号）
  - 「シスターブリーダー ～大宮家(姉妹)のハカリゴト～」（書き下ろし）
4. 『ツンデロ 新装版』 2019年8月30日発売[9]、ジーオーティー〈GOTコミックス〉、ISBN 978-4-81480-208-1

#### 単行本未収録作品
- 「愛欲の戦士 ラブリーナイツ・ユリカ」 （キルタイムコミュニケーション『コミックアンリアル』Vol.3 2006年9月13日[10]）

#### アダルトゲーム
- 『雨あがりの猫たちへ』 （原画・キャラクターデザイン）（2001年6月15日発売、発売元：HOOK）
- 『OrangePocket -オレンジポケット-』 （原画・キャラクターデザイン）（2003年6月13日発売、発売元：HOOK）
- 『OrangePocket -オレンジポケット-Ver1.10』 （原画・キャラクターデザイン）（2006年9月29日発売、発売元：HOOK）
- 『陰湿オタクにイカれる妹（彼女）～大事なあの子が寝取られて～』[11] （原画）（2009年9月25日発売[12]、発売元：ピンポイント）
- 『ケダモノ（家族）たちの住む家で～大嫌いな最低家族と彼女との寝取られ同居生活～』 （原画）（2014年5月2日発売[13]、発売元：ピンポイント）

#### 小説挿絵
- 『ドキドキ体験入部 ブルマとスク水とお嬢様』（2006年7月20日発売[14]、小説：神崎美宙、キルタイムコミュニケーション、ISBN 978-4-86-032290-8）

#### 同人誌
真珠貝名義
- （C68） 『マモタマ 1』 （アイシールド21）
- （C69） 『マモタマ 2』 （アイシールド21）
- （C71） 『王タマ King Of Soul』 （Fate stay night）
- （C73） 『SAKITAMA サキタマ』 （アルカナハート）
- （C74） 『RANTAMA ランタマ』 （アルカナハート）
- （C75） 『こんたま ぷらす』 （かのこん）
- （C76） 『タカネタマ』 （宇宙をかける少女）
- （C77） 『ドリタマM』 （DREAM C CLUB）
- （C77） 『ドリタマR』 （DREAM C CLUB）
- （COMIC1☆4） 『ユイタマ練習帳』 （To LOVEる）
- （C78） 『YUITAま』 （To LOVEる）
- （C79） 『ドリタマMR2』 （DREAM C CLUB）
- （C80） 『まよタマ！』 （まよチキ!）
- （C81） 『まよタマ！！』 （まよチキ!）（加筆修正オフセット）
- （C82） 『マナタマプラス』 （ラブプラス）
- （C83） 『マナタマプラス2』 （ラブプラス）
- （C84） 『ストタマ』 （IS 〈インフィニット・ストラトス〉）
- （C85） 『ながたま練習帳』 （艦隊これくしょん-艦これ-）
- （C86） 『エリタマ！』 （ラブライブ!）
- （C87） 『ながたまノトチュウ』 （艦隊これくしょん-艦これ-）
- （C88） 『れいたま』 （響け！ユーフォニアム）
- （C89） 『マナタマプラス3』 （ラブプラス）
- （C90） 『シャッテタマ練習帳』 （スーパーロボット大戦X-Ω）
- （C91） 『マイタマ』 (無彩限のファントム・ワールド)
- （C91） 『マリタマ練習帳 』 (レコラヴ)
- （C94・95） 『茜ハ摘マレ染メラレル』